# Пиргос, Генри
Генри Бенджамин Пиргос (англ. Henry Benjamin Pyrgos; 9 июля 1989 в Дорчестере, Англия) — шотландский профессиональный регбист, выступающий за клуб «Эдинбург» на позиции скрам-хава.

## Ранние годы
Пиргос вырос в спортивной семье. Его отец, Майк Пиргос, в молодости выступал за «Харлекуинс», позже стал главным регбийным тренером в Брайанстоне, школе, где учился Генри, а мать, Фиона Пиргос, играла за женскую сборную Англии по хоккею U21. Генри пришёл в регби не сразу — в юношеском возрасте он занимался хоккеем и крикетом, вызывался в региональные сборные по этим видам спорта. Благодаря тому, что его мать была этнической шотландкой, он попал в программу Шотландского регбийного союза по привлечению в молодёжные сборные страны иностранных регбистов, имеющих право выступать за «чертополохов», и в 2010 году, будучи студентом-химиком Университета Лафборо, подписал контракт с «Глазго Уорриорз».

## Клубная карьера
Пиргос дебютировал за «Воинов» в сентябре 2010 года в матче Про12 против «Ленстера». В дебютном сезоне Генри выходил в основном на замену, однако в следующем стал заметным игроком основного состава и в матче Кубка Хейнекен 2011/12 против «Ленстера» занёс свою первую попытку за клуб, которая, впрочем не помогла команде избежать поражения 38:11. Важную роль регбист сыграл в первом в истории шотландском чемпионстве — в гранд-финале Про12 сезона 2014/15 с «Манстером» он сумел прорваться сквозь защиту ирландцев и приземлил третью попытку своей команды в той встрече.
В матче с «Кардифф Блюз» в марте 2016 года Пиргос провёл сотый матч за «Уорриорз» и присоединился к «центурионам» клуба. Перед началом сезона 2016/17 регбист стал одним из двух капитанов команды, а в декабре 2016 года подписал новый двухлетний контракт.

## Сборная Шотландии
Пиргос играл в юношеских и молодёжных сборных Шотландии разных возрастов, в 2009 принял участие в молодёжном чемпионат мира. За взрослую сборную дебютировал в 2012 году, выйдя на замену в матче против «Олл Блэкс». В следующей встрече с ЮАР Генри вновь вышел на замену и сумел занести свою первую попытку за сборную. В последующие годы регбист не сумел закрепиться в основном составе «чертополохов», потому что у главного тренера шотландцев был очень большой выбор качественных скрам-хавов — Майк Блэр, Рори Лоусон, Крис Казитер, Грейг Лэйдлоу, а позже и Сэм Идальго-Клайн.
Перед чемпионатом мира 2015 года Пиргос был объявлен капитаном в тестовом матче со сборной Ирландии. В той встрече он вышел на поле в основном составе и занёс попытку. Выход на замену и ещё одна приземлённая попытка в следующем тесте с итальянцами обеспечили Генри место в составе «чертополохов» на мировом первенстве. На чемпионате мира Пиргос провёл лишь один матч — против сборной США, в котором был капитаном сборной, пока его не заменил Грейг Лэйдлоу. Позже регбист получил травму запястья и выбыл из строя на следующие четыре месяца.